# Athlétisme aux Jeux panaméricains de 1955
Navigation
Les épreuves d'athlétisme des Jeux panaméricains de 1955 ont lieu du 13 mars au 19 mars 1955 à l'Estadio de Ciudad Universitaria de Mexico, au Mexique.

## Faits marquants
Deux records du monde sont battus durant la compétition : celui du 400 mètres par l'Américain Lou Jones en 45 s 4 et celui du triple saut par le Brésilien Adhemar da Silva avec 16,56 m.
Les États-Unis dominent largement la compétition en remportant 20 médailles d'or sur 29 titres possibles. Parmi les athlètes en vue, figure l'Américain Rod Richard, triple médaillé d'or sur 100 m, 200 m et sur 4 × 100 m. Côté féminin, l'Américaine Barbara Jones remporte deux médailles d'or sur 100 m et sur 4 × 100 m.

## Résultats

### Hommes
| Event | Or                                                                                | Argent                                                                            | Bronze                                                                                    |
| --- | --------------------------------------------------------------------------------- | --------------------------------------------------------------------------------- | ----------------------------------------------------------------------------------------- |
| 100 m | Rod Richard 10 s 3 A (CR)                                                         | Mike Agostini 10 s 4 A                                                            | Willie Williams 10 s 4 A                                                                  |
| 200 m | Rod Richard 20 s 94 A (CR)                                                        | Charles Thomas 21 s 42 A                                                          | José Telles da Conceição 21 s 66 A                                                        |
| 200 m | Rod Richard 20 s 94 A (CR)                                                        | Charles Thomas 21 s 42 A                                                          | Mike Agostini 21 s 67 A                                                                   |
| 400 m | Louis Jones 45 s 68 A (WR)                                                        | Jim Lea 45 s 78 A                                                                 | Jesse Mashburn 46 s 44 A                                                                  |
| 800 m | Arnie Sowell 1 min 49 s 86 A (CR)                                                 | Lon Spurrier 1 min 50 s 51 A                                                      | Ramón Sandoval 1 min 52 s 52 A                                                            |
| 1 500 m | Juan Miranda 3 min 53 s 30 A (CR)                                                 | Wes Santee 3 min 53 s 44 A                                                        | Fred Dwyer 3 min 56 s 04 A                                                                |
| 5 000 m | Osvaldo Suárez 15 min 30 s 6 A                                                    | Horace Ashenfelter 15 min 31 s 4 A                                                | Jaime Correa Córdoba 15 min 39 s 2 A                                                      |
| 10 000 m | Osvaldo Suárez 32 min 42 s 6 A                                                    | Vicente Sánchez 33 min 00 s 4 A                                                   | Jaime Correa Córdoba 33 min 42 s 6 A                                                      |
| Marathon | Doroteo Flores 2 h 59 min 10 s A                                                  | Onésimo Rodríguez 3 h 02 min 22 s A                                               | Luis Valázquez 3 h 05 min 26 s A                                                          |
| 3 000 m steeple | Guillermo Solá 9 min 46 s 8 A                                                     | Santiago Novas 9 min 50 s 4 A                                                     | Eligio Galicia 9 min 54 s 2 A                                                             |
| 110 m haies | Jack Davis 14 s 44 A                                                              | Keith Gardner 14 s 74 A                                                           | Evaristo Iglesias 14 s 94 A                                                               |
| 400 m haies | Josh Culbreath 51 s 5 A (CR)                                                      | Jaime Aparicio 51 s 8 A                                                           | Wilson Carneiro 53 s 0 A                                                                  |
| 4 × 100 m | États-Unis Rod Richard Willie Williams Charles Thomas John Bennett 40 s 96 A (CR) | Venezuela Clive Bonas Guillermo Gutiérrez Apolinar Solórzano Juan Leiva 41 s 36 A | Mexique Sergio Higuera Javier Souza René Ahumada Alberto Goya 41 s 94 A                   |
| 4 × 400 m | États-Unis Jesse Mashburn Lon Spurrier Jim Lea Louis Jones 3 min 07 s 43 A (CR)   | Jamaïque Richard Estick Mel Spence Allan Moore Keith Gardner 3 min 12 s 63 A      | Venezuela Juan Leiva Guillermo Gutiérrez Evaristo Edie Apolinar Solórzano 3 min 15 s 93 A |
| Saut en hauteur | Ernie Shelton 2,01 m A (CR)                                                       | Herman Wyatt 2,01 m A                                                             | José Telles da Conceição 1,91 m A                                                         |
| Saut à la perche | Bob Richards 4,50 m A                                                             | Bobby Smith 4,30 m A                                                              | Don Laz 4,30 m A                                                                          |
| Saut en longueur | Rosslyn Range 8,03 m A (CR)                                                       | John Bennett 8,01 m A                                                             | Ary de Sá 7,84 m A                                                                        |
| Triple saut | Adhemar da Silva 16,56 m A (WR)                                                   | Arnoldo Devonish 16,13 m A                                                        | Víctor Hernández 15,60 m A                                                                |
| Lancer du poids | Parry O'Brien 17,59 m A (CR)                                                      | Fortune Gordien 15,98 m A                                                         | Marty Engel 14,62 m A                                                                     |
| Lancer du disque | Fortune Gordien 53,10 m A (CR)                                                    | Parry O'Brien 51,07 m A                                                           | Hernán Haddad 47,14 m A                                                                   |
| Lancer du marteau | Bob Backus 54,91 m A (CR)                                                         | Marty Engel 53,36 m A                                                             | Elvio Porta 51,45 m A                                                                     |
| Lancer du javelot | Bud Held 69,77 m A (CR)                                                           | Ricardo Heber 66,15 m A                                                           | Reinaldo Oliver 65,56 m A                                                                 |
| Décathlon (CR) | Rafer Johnson 6 994 pts A                                                         | Bob Richards 6 886 pts A                                                          | Hernán Figueroa 5 740 pts A                                                               |
| Records et Performances - AR : Record continental (area record) - CR : Record des championnats (championship record) - MR : Record du meeting (meet record) - NR : Record national (national record) - OR : Record olympique (olympic record) - PR : Record paralympique (paralympic record) - PB : Record personnel (personal best) - SB : Meilleure performance personnelle de la saison (season's best) - WL : Meilleure performance mondiale de l'année (world leader) - WJR : Record du monde junior (world junior record) - WR : Record du monde (world record) Circonstances et Conditions - DNF : N'a pas terminé (did not finish) - DNS : N'a pas pris le départ (did not start) - DQ : Disqualification (disqualification) - NM : Aucun essai valable enregistré (No Mark) - Q : Qualifié « directement » au prochain tour (ou à la prochaine compétition), lors d'une compétition majeure, grâce au classement ou à la réalisation des minima (automatic qualifier) - q : Qualifié au prochain tour (ou à la prochaine compétition), lors d'une compétition majeure, grâce au repêchage ou à la réalisation de l'une des meilleures performances parmi celles des « non qualifiés directement » (grâce au meilleur temps ou à la meilleure distance par exemple) (secondary qualifier) |                                                                                   |                                                                                   |                                                                                           |

### Femmes
| Event | Or                                                                              | Argent                                                                             | Bronze                                                                   |
| --- | ------------------------------------------------------------------------------- | ---------------------------------------------------------------------------------- | ------------------------------------------------------------------------ |
| 60 m | Bertha Díaz 7 s 5 A                                                             | Isabelle Daniels 7 s 6 A                                                           | Mabel Landry 7 s 6 A                                                     |
| 100 m | Barbara Jones 11 s 90 A (CR)                                                    | Mae Faggs 12 s 07 A                                                                | María Luisa Castelli 12 s 38 A                                           |
| 80 m haies | Eliana Gaete 11 s 7 A                                                           | Bertha Díaz 11 s 8 A                                                               | Wanda dos Santos 11 s 8 A                                                |
| 4 × 100 m | États-Unis Barbara Jones Isabelle Daniels Mae Faggs Mabel Landry 47 s 12 A (CR) | Argentine Lilián Heinz Lilián Buglia María Luisa Castelli Gladys Erbetta 47 s 27 A | Chili Betty Kretschmer Carmen Venegas Eliana Gaete Elda Selamé 49 s 49 A |
| Saut en hauteur | Mildred McDaniel 1,685 m A (CR)                                                 | Deyse de Castro 1,59 m A                                                           | Verneeda Thomas 1,59 m A                                                 |
| Lancer du disque | Ingeborg Pfüller 43,19 m A (CR)                                                 | Isabel Avellán 40,06 m A                                                           | Alejandrina Herrera 38,00 m A                                            |
| Lancer du javelot | Karen Anderson 49,15 m A (CR)                                                   | Estrella Puente 43,43 m A                                                          | Amelia Wershoven 43,06 m A                                               |
| Records et Performances - AR : Record continental (area record) - CR : Record des championnats (championship record) - MR : Record du meeting (meet record) - NR : Record national (national record) - OR : Record olympique (olympic record) - PR : Record paralympique (paralympic record) - PB : Record personnel (personal best) - SB : Meilleure performance personnelle de la saison (season's best) - WL : Meilleure performance mondiale de l'année (world leader) - WJR : Record du monde junior (world junior record) - WR : Record du monde (world record) Circonstances et Conditions - DNF : N'a pas terminé (did not finish) - DNS : N'a pas pris le départ (did not start) - DQ : Disqualification (disqualification) - NM : Aucun essai valable enregistré (No Mark) - Q : Qualifié « directement » au prochain tour (ou à la prochaine compétition), lors d'une compétition majeure, grâce au classement ou à la réalisation des minima (automatic qualifier) - q : Qualifié au prochain tour (ou à la prochaine compétition), lors d'une compétition majeure, grâce au repêchage ou à la réalisation de l'une des meilleures performances parmi celles des « non qualifiés directement » (grâce au meilleur temps ou à la meilleure distance par exemple) (secondary qualifier) |                                                                                 |                                                                                    |                                                                          |

## Tableau des médailles
| Rang | Nation            | Or | Argent | Bronze | Total |
| ---- | ----------------- | -- | ------ | ------ | ----- |
| 1    | États-Unis        | 20 | 14     | 8      | 42    |
| 2    | Argentine         | 4  | 3      | 2      | 9     |
| 3    | Chili             | 2  | 1      | 6      | 9     |
| 4    | Brésil            | 1  | 1      | 5      | 7     |
| 5    | Cuba              | 1  | 1      | 3      | 5     |
| 6    | Guatemala         | 1  | 0      | 1      | 2     |
| 7    | Mexique           | 0  | 2      | 2      | 4     |
| 8    | Venezuela         | 0  | 2      | 1      | 3     |
| 9    | Jamaïque          | 0  | 2      | 0      | 2     |
| 10   | Trinité-et-Tobago | 0  | 1      | 1      | 2     |
| 11   | Uruguay           | 0  | 1      | 0      | 1     |
| 11   | Colombie          | 0  | 1      | 0      | 1     |
| 13   | Porto Rico        | 0  | 0      | 1      | 1     |